# Список президентів Боснії і Герцеговини
Президент Боснії і Герцеговини — голова Президії Боснії і Герцеговини, що виконує функції голови держави Боснія і Герцеговина.
Денис Бечирович обіймає цю посаду з 16 березня 2024 року.

## Конституція
Відповідно до статті 5 Конституції Боснії і Герцеговини, Президія складається з трьох членів, які представляють складові нації: один боснієць, один серб і один хорват. Боснійський і хорватський члени обираються від спільного виборчого округу у Федерації Боснії і Герцеговини, тоді як сербський член обирається від виборців Республіки Сербської.
Три члени, обрані на кожних виборах, мають загальний чотирирічний термін повноважень. Окремі особи можуть перебувати на посаді не більше двох чотирирічних термінів поспіль, хоча загальних обмежень щодо терміну перебування на посаді не існує.
Хоча неподільний орган є колективним головою держави, один з його членів призначається Головою. Посада Голови ротується двічі серед трьох членів кожні вісім місяців, причому кандидат, який отримав найбільшу кількість голосів, стає першим Головою на чотирирічний термін.

## Президенти

### До проголошення незалежності (1945—1992)
Союз комуністів Боснії і Герцеговини
      Партія демократичної дії
| Портрет                                                   | Портрет                                                   | Ім'я (Дата народження–Дата смерті)                        | Каденція                                                  | Каденція                                                  | Політична партія                                          |
| Портрет                                                   | Портрет                                                   | Ім'я (Дата народження–Дата смерті)                        | Початок                                                   | Закінчення                                                | Політична партія                                          |
| Голова Президії Народної асамблеї СР Боснії і Герцеговини | Голова Президії Народної асамблеї СР Боснії і Герцеговини | Голова Президії Народної асамблеї СР Боснії і Герцеговини | Голова Президії Народної асамблеї СР Боснії і Герцеговини | Голова Президії Народної асамблеї СР Боснії і Герцеговини | Голова Президії Народної асамблеї СР Боснії і Герцеговини |
| --------------------------------------------------------- | --------------------------------------------------------- | --------------------------------------------------------- | --------------------------------------------------------- | --------------------------------------------------------- | --------------------------------------------------------- |
| 1                                                         |                                                           | Войслав Кецманович (1881–1961)                            | 26 квітня 1945                                            | Листопад 1946                                             | Союз комуністів Боснії і Герцеговини                      |
| 2                                                         |                                                           | Дуро Пуцар (1899–1979)                                    | Листопад 1946                                             | Вересень 1948                                             | Союз комуністів Боснії і Герцеговини                      |
| 3                                                         |                                                           | Владо Сеґрт (1907–1991)                                   | Вересень 1948                                             | Березень 1953                                             | Союз комуністів Боснії і Герцеговини                      |
| Президент Народної асамблеї СР Боснії і Герцеговини       |                                                           |                                                           |                                                           |                                                           |                                                           |
| (2)                                                       |                                                           | Дуро Пуцар (1899–1979)                                    | Грудень 1953                                              | Червень 1963                                              | Союз комуністів Боснії і Герцеговини                      |
| 4                                                         |                                                           | Ратомір Дуґонджич (1916–1987)                             | Червень 1963                                              | 1967                                                      | Союз комуністів Боснії і Герцеговини                      |
| 5                                                         |                                                           | Джемаль Бієдич (1917–1977)                                | 1967                                                      | Липень 1971                                               | Союз комуністів Боснії і Герцеговини                      |
| 6                                                         |                                                           | Гамдія Поздераць (1924–1988)                              | Липень 1971                                               | Травень 1974                                              | Союз комуністів Боснії і Герцеговини                      |
| Президент Президії СР Боснії і Герцеговини                |                                                           |                                                           |                                                           |                                                           |                                                           |
| (4)                                                       |                                                           | Ратомір Дуґонджич (1916–1987)                             | Травень 1974                                              | Квітень 1978                                              | Союз комуністів Боснії і Герцеговини                      |
| 7                                                         |                                                           | Раїф Диздаревич (нар. 1926)                               | Квітень 1978                                              | Квітень 1982                                              | Союз комуністів Боснії і Герцеговини                      |
| 8                                                         |                                                           | Бранко Мікулич (1928–1994)                                | Квітень 1982                                              | 26 квітня 1983                                            | Союз комуністів Боснії і Герцеговини                      |
| 9                                                         |                                                           | Міланко Реновиця (1928–2013)                              | 26 квітня 1983                                            | 26 квітня 1985                                            | Союз комуністів Боснії і Герцеговини                      |
| 10                                                        |                                                           | Мунір Месігович (1928–2016)                               | 26 квітня 1985                                            | Квітень 1987                                              | Союз комуністів Боснії і Герцеговини                      |
| 11                                                        |                                                           | Мато Андрич (1928–2015)                                   | Квітень 1987                                              | Квітень 1988                                              | Союз комуністів Боснії і Герцеговини                      |
| 12                                                        |                                                           | Нікола Філіпович (нар. 1928)                              | Квітень 1988                                              | Квітень 1989                                              | Союз комуністів Боснії і Герцеговини                      |
| 13                                                        |                                                           | Обрад Піляк (1933–2013)                                   | Квітень 1989                                              | 20 грудня 1990                                            | Союз комуністів Боснії і Герцеговини                      |
| 14                                                        |                                                           | Алія Ізетбегович (1925–2003)                              | 20 грудня 1990                                            | 3 березня 1992                                            | Партія демократичної дії                                  |

### З часу проголошення незалежності (1992–)
Партія демократичної дії       Соціалістична партія       Хорватська демократична співдружність Боснії і Герцеговини       Соціал-демократична партія Боснії і Герцеговини       За Боснію і Герцеговину       Сербська демократична партія       Союз незалежних соціал-демократів       Демократичний фронт       Партія демократичного прогресу
| Портрет                                            | Портрет                                            | Ім'я (Дата народження–Дата смерті)                 | Етнос                                              | Каденція                                           | Каденція                                           | Політична партія                                   |
| Портрет                                            | Портрет                                            | Ім'я (Дата народження–Дата смерті)                 | Етнос                                              | Початок                                            | Закінчення                                         | Політична партія                                   |
| Президент Президії Республіки Боснія і Герцеговина | Президент Президії Республіки Боснія і Герцеговина | Президент Президії Республіки Боснія і Герцеговина | Президент Президії Республіки Боснія і Герцеговина | Президент Президії Республіки Боснія і Герцеговина | Президент Президії Республіки Боснія і Герцеговина | Президент Президії Республіки Боснія і Герцеговина |
| -------------------------------------------------- | -------------------------------------------------- | -------------------------------------------------- | -------------------------------------------------- | -------------------------------------------------- | -------------------------------------------------- | -------------------------------------------------- |
| 1                                                  |                                                    | Алія Ізетбегович (1925–2003)                       | Босняки                                            | 3 березня 1992                                     | 5 жовтня 1996                                      | Партія демократичної дії                           |
| Голова Президії Боснії і Герцеговини               |                                                    |                                                    |                                                    |                                                    |                                                    |                                                    |
| (1)                                                |                                                    | Алія Ізетбегович (1925–2003)                       | Босняки                                            | 5 жовтня 1996                                      | 13 жовтня 1998                                     | Партія демократичної дії                           |
| 2                                                  |                                                    | Живко Радішич (1937–2021)                          | Серби                                              | 13 жовтня 1998                                     | 15 червня 1999                                     | Соціалістична партія                               |
| 3                                                  |                                                    | Анте Єлавич (нар. 1963)                            | Хорвати                                            | 15 червня 1999                                     | 14 лютого 2000                                     | Хорватська демократична співдружність              |
| (1)                                                |                                                    | Алія Ізетбегович (1925–2003)                       | Босняки                                            | 14 лютого 2000                                     | 14 жовтня 2000                                     | Партія демократичної дії                           |
| (2)                                                |                                                    | Живко Радішич (1937–2021)                          | Серби                                              | 14 жовтня 2000                                     | 14 червня 2001                                     | Соціалістична партія                               |
| 4                                                  |                                                    | Йозо Крижанович (1944–2009)                        | Хорвати                                            | 14 червня 2001                                     | 14 лютого 2002                                     | Соціал-демократична партія                         |
| 5                                                  |                                                    | Беріз Белкич (нар. 1946)                           | Босняки                                            | 14 лютого 2002                                     | 28 жовтня 2002                                     | За Боснію і Герцеговину                            |
| 6                                                  |                                                    | Мірко Шарович (нар. 1956)                          | Серби                                              | 28 жовтня 2002                                     | 2 квітня 2003                                      | Сербська демократична партія                       |
| 7                                                  |                                                    | Драган Чович (нар. 1956)                           | Хорвати                                            | 2 квітня 2003                                      | 10 квітня 2003                                     | Хорватська демократична співдружність              |
| 8                                                  |                                                    | Борислав Паравац (нар. 1943)                       | Серби                                              | 10 квітня 2003                                     | 27 червня 2003                                     | Сербська демократична партія                       |
| (7)                                                |                                                    | Драган Чович (нар. 1956)                           | Хорвати                                            | 27 червня 2003                                     | 28 лютого 2004                                     | Хорватська демократична співдружність              |
| 9                                                  |                                                    | Сулейман Тихич (1951–2014)                         | Босняки                                            | 28 лютого 2004                                     | 28 жовтня 2004                                     | Партія демократичної дії                           |
| (8)                                                |                                                    | Борислав Паравац (нар. 1943)                       | Серби                                              | 28 жовтня 2004                                     | 28 червня 2005                                     | Сербська демократична партія                       |
| 10                                                 |                                                    | Іво Міро Йович (нар. 1950)                         | Хорвати                                            | 28 червня 2005                                     | 28 лютого 2006                                     | Хорватська демократична співдружність              |
| (9)                                                |                                                    | Сулейман Тихич (1951–2014)                         | Босняки                                            | 28 лютого 2006                                     | 6 листопада 2006                                   | Партія демократичної дії                           |
| 11                                                 |                                                    | Небойша Радманович (нар. 1949)                     | Серби                                              | 6 листопада 2006                                   | 6 липня 2007                                       | Союз незалежних соціал-демократів                  |
| 12                                                 |                                                    | Желько Комшич (нар. 1964)                          | Хорвати                                            | 6 липня 2007                                       | 6 березня 2008                                     | Соціал-демократична партія                         |
| 13                                                 |                                                    | Харіс Сілайджич (нар. 1945)                        | Босняки                                            | 6 березня 2008                                     | 6 листопада 2008                                   | За Боснію і Герцеговину                            |
| (11)                                               |                                                    | Небойша Радманович (нар. 1949)                     | Серби                                              | 6 листопада 2008                                   | 6 липня 2009                                       | Союз незалежних соціал-демократів                  |
| (12)                                               |                                                    | Желько Комшич (нар. 1964)                          | Хорвати                                            | 6 липня 2009                                       | 6 березня 2010                                     | Соціал-демократична партія                         |
| (13)                                               |                                                    | Харіс Сілайджич (нар. 1945)                        | Босняки                                            | 6 березня 2010                                     | 10 листопада 2010                                  | За Боснію і Герцеговину                            |
| (11)                                               |                                                    | Небойша Радманович (нар. 1949)                     | Серби                                              | 10 листопада 2010                                  | 10 липня 2011                                      | Союз незалежних соціал-демократів                  |
| (12)                                               |                                                    | Желько Комшич (нар. 1964)                          | Хорвати                                            | 10 липня 2011                                      | 10 березня 2012                                    | Соціал-демократична партія                         |
| 14                                                 |                                                    | Бакір Ізетбегович (нар. 1956)                      | Босняки                                            | 10 березня 2012                                    | 10 листопада 2012                                  | Партія демократичної дії                           |
| (11)                                               |                                                    | Небойша Радманович (нар. 1949)                     | Серби                                              | 10 листопада 2012                                  | 10 липня 2013                                      | Союз незалежних соціал-демократів                  |
| (12)                                               |                                                    | Желько Комшич (нар. 1964)                          | Хорвати                                            | 10 липня 2013                                      | 10 березня 2014                                    | Демократичний фронт                                |
| (14)                                               |                                                    | Бакір Ізетбегович (нар. 1956)                      | Босняки                                            | 10 березня 2014                                    | 17 листопада 2014                                  | Партія демократичної дії                           |
| 15                                                 |                                                    | Младен Іванич (нар. 1958)                          | Серби                                              | 17 листопада 2014                                  | 17 липня 2015                                      | Партія демократичного прогресу                     |
| (7)                                                |                                                    | Драган Чович (нар. 1956)                           | Хорвати                                            | 17 липня 2015                                      | 17 березня 2016                                    | Хорватська демократична співдружність              |
| (14)                                               |                                                    | Бакір Ізетбегович (нар. 1956)                      | Босняки                                            | 17 березня 2016                                    | 17 листопада 2016                                  | Партія демократичної дії                           |
| (15)                                               |                                                    | Младен Іванич (нар. 1958)                          | Серби                                              | 17 листопада 2016                                  | 17 липня 2017                                      | Партія демократичного прогресу                     |
| (7)                                                |                                                    | Драган Чович (нар. 1956)                           | Хорвати                                            | 17 липня 2017                                      | 17 березня 2018                                    | Хорватська демократична співдружність              |
| (14)                                               |                                                    | Бакір Ізетбегович (нар. 1956)                      | Босняки                                            | 17 березня 2018                                    | 20 листопада 2018                                  | Партія демократичної дії                           |
| 16                                                 |                                                    | Милорад Додик (нар. 1959)                          | Серби                                              | 20 листопада 2018                                  | 20 липня 2019                                      | Союз незалежних соціал-демократів                  |
| (12)                                               |                                                    | Желько Комшич (нар. 1964)                          | Хорвати                                            | 20 липня 2019                                      | 20 березня 2020                                    | Демократичний фронт                                |
| 17                                                 |                                                    | Шефік Джаферович (нар. 1957)                       | Босняки                                            | 20 березня 2020                                    | 20 листопада 2020                                  | Партія демократичної дії                           |
| (16)                                               |                                                    | Милорад Додик (нар. 1959)                          | Серби                                              | 20 листопада 2020                                  | 20 липня 2021                                      | Союз незалежних соціал-демократів                  |
| (12)                                               |                                                    | Желько Комшич (нар. 1964)                          | Хорвати                                            | 20 липня 2021                                      | 20 березня 2022                                    | Демократичний фронт                                |
| (17)                                               |                                                    | Шефік Джаферович (нар. 1957)                       | Босняки                                            | 20 березня 2022                                    | 16 листопада 2022                                  | Партія демократичної дії                           |
| 18                                                 |                                                    | Желька Цвиянович (нар. 1967)                       | Серби                                              | 16 листопада 2022                                  | 16 липня 2023                                      | Союз незалежних соціал-демократів                  |
| (12)                                               |                                                    | Желько Комшич (нар. 1964)                          | Хорвати                                            | 16 липня 2023                                      | 16 березня 2024                                    | Демократичний фронт                                |
| 19                                                 |                                                    | Денис Бечирович (нар. 1975)                        | Босняки                                            | 16 березня 2024                                    |                                                    | Соціал-демократична партія                         |